# Meridiano 98 E
O meridiano 98 E é um meridiano que, partindo do Polo Norte, atravessa o Oceano Ártico, Ásia, Oceano Índico, Oceano Antártico, Antártida e chega ao Polo Sul. Forma um círculo máximo com o meridiano 82 W.
Começando no Polo Norte, o meridiano 98º Este tem os seguintes cruzamentos:
| País, território ou mar | Notas                                                                           |
| ----------------------- | ------------------------------------------------------------------------------- |
| Oceano Ártico           |                                                                                 |
| Rússia                  | Ilha Komsomolets                                                                |
| Oceano Ártico           | Mar de Laptev                                                                   |
| Rússia                  | Ilha da Revolução de Outubro                                                    |
| Oceano Ártico           | Mar de Kara                                                                     |
| Rússia                  | Arquipélago Nordenskiöld e continente                                           |
| Mongólia                |                                                                                 |
| Rússia                  | Cerca de 5 km                                                                   |
| Mongólia                | Cerca de 13 km                                                                  |
| Rússia                  |                                                                                 |
| Mongólia                |                                                                                 |
| China                   | Mongólia Interior Gansu Qinghai Sichuan Tibete                                  |
| Myanmar (Birmânia)      |                                                                                 |
| China                   | Yunnan                                                                          |
| Myanmar (Birmânia)      |                                                                                 |
| Tailândia               |                                                                                 |
| Myanmar (Birmânia)      |                                                                                 |
| Oceano Índico           | Mar de Andamão                                                                  |
| Myanmar (Birmânia)      | Várias ilhas do Arquipélago Mergui, incluindo Thayawthadangyi                   |
| Oceano Índico           | Mar de Andamão Estreito de Malaca                                               |
| Indonésia               | Ilha de Java                                                                    |
| Oceano Índico           | Passa a leste da ilha Nias, Indonésia · Passa a oeste das Ilhas Batu, Indonésia |
| Oceano Antártico        |                                                                                 |
| Antártida               | Território Antártico Australiano, reclamado pela Austrália                      |